# Веленідово (Бабаєвський район)
Веленідово — присілок в Бабаєвському районі Вологодської області.
Входить до складу Борисовського сільського поселення (з 1 січня 2006 року по 13 квітня 2009 року входила в Новостаринське сільське поселення).

## Розташування
Відстань по автодорозі до районного центру Бабаєво — 82 км, до центру муніципального утворення села Борисово-Судське по прямій — 13 км. Найближчі населені пункти — с. Афанасово, с. Логіново, с. Парфеєво. Станом на 2002 рік постійного населення не було.